# Sunyani
Sunyani er en by i Ghana som er hovedstad i regionen Brong-Ahafo. Byen har 87.642 indbyggere (2012).
Byen var i  1800-tallet som basislejr for elefantjægere. Navnet kommer af akanfolkets navn for elefant, "osono". I 1924 udså den britiske koloniregering Sunyani som distriktshovedkvarter. Efter at der blev bygget vej mellem Sunyani og Kumasi, blev Sunyani et vigtigt handels- og distributionssted for kakaobønner, kolanødder og basisvarer som majs og yams.
1. ↑  2010 population & housing census, folketælling (fra Wikidata).